# Billy Casper

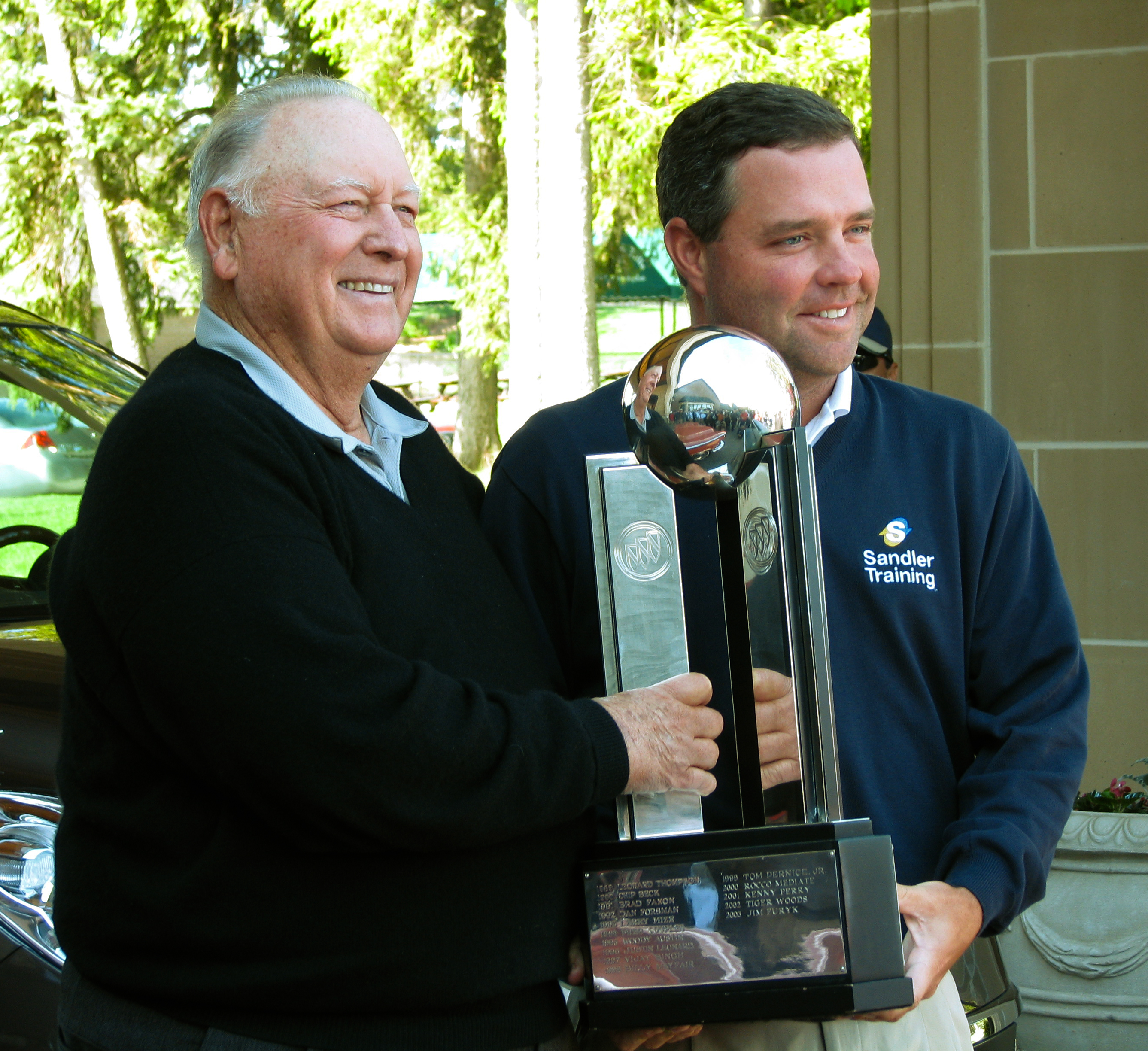
Billy Casper en Brian Bateman, Buick Open Invitational winnaars van 1958 en 2007

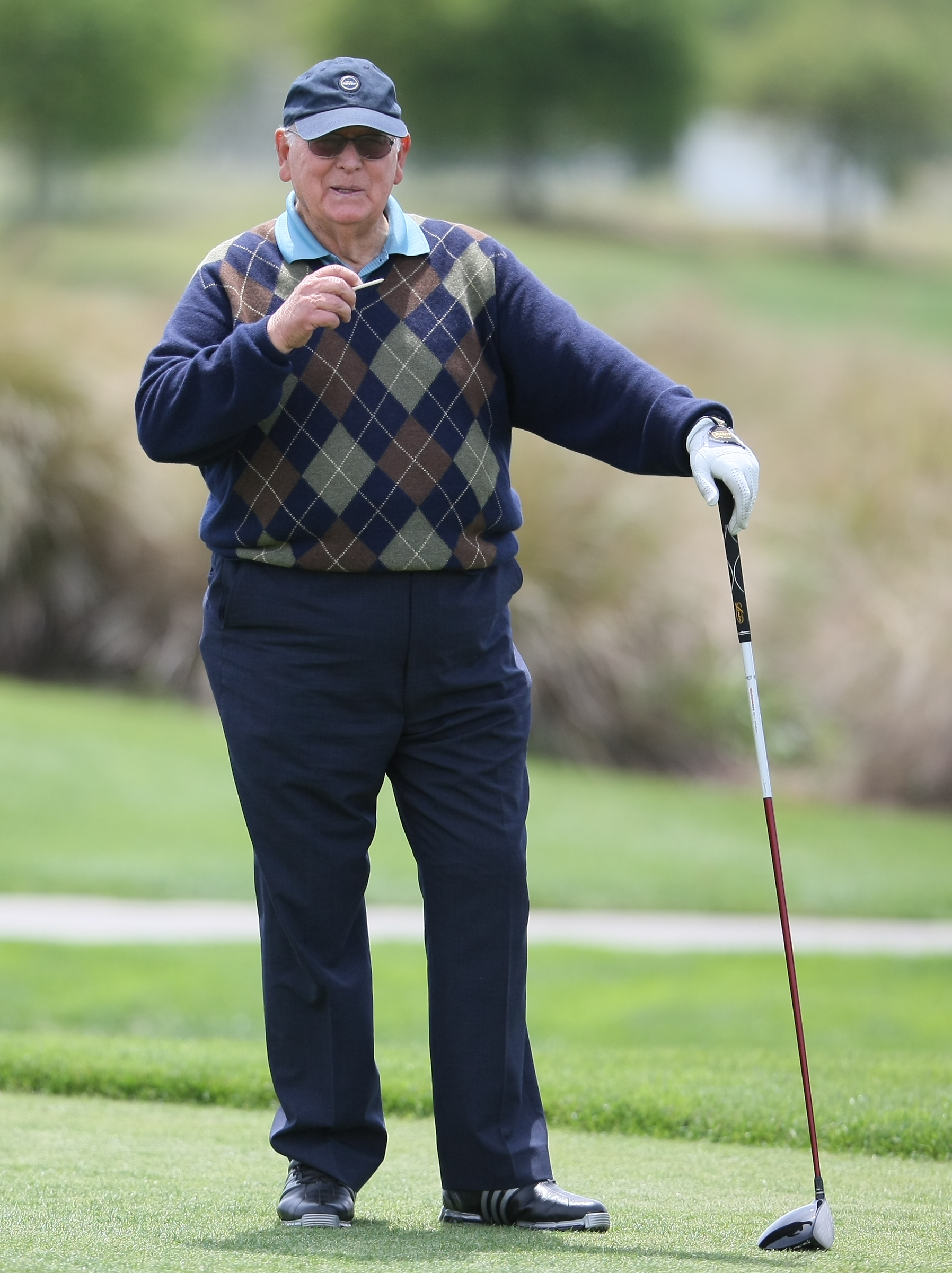
Billy Casper op de golfbaan (2010)

William Earl Casper Jr (San Diego, 24 juni 1931 – Springville, 7 februari 2015) was een Amerikaanse golfprofessional die op de Amerikaanse PGA Tour tussen 1954 en 1974 veel overwinningen behaalde.
Billy Casper werd in 1954 professional. In 1968, 1969 en 1970 stond hij derde op de wereldranglijst, die toen nog de McCormack's World Golf Rankings heette en net in 1968 was gestart. Hij speelde ook af en toe in Europa, begin jaren zeventig zelfs regelmatig.
Nadat hij gestopt was met competitief spelen, ging hij golfbanen ontwerpen.
Casper en zijn vrouw Shirley hadden elf kinderen. Hij was mormoon. Hij overleed op 83-jarige leeftijd en werd begraven in Evergreen Cemetery in Springville.

## Gewonnen

### Amerikaanse PGA Tour
| Nr | Jaar | Toernooi                                      | Score              | Score |
| -- | ---- | --------------------------------------------- | ------------------ | ----- |
| 1  | 1956 | Labatt Open                                   | 68-68-67-71=274    | -14   |
| 2  | 1957 | Phoenix Open Invitational                     | 68-71-65-67=271    | -9    |
| 3  | 1957 | Kentucky Derby Open Invitational              | 68-68-71-70=277    | -7    |
| 4  | 1958 | Bing Crosby National Pro-Am Golf Championship | 71-66-69-71=277    | -11   |
| 5  | 1958 | Greater New Orleans Open Invitational         | 69-70-70-69=278    | -10   |
| 6  | 1958 | Buick Open Invitational                       | 70-73-71-71=285    | -3    |
| 7  | 1959 | US Open                                       | 71-68-69-74=282    | +2    |
| 8  | 1959 | Portland Centennial Open Invitational         | 69-64-67-69=269    | -19   |
| 9  | 1959 | Lafayette Open Invitational                   | 69-64-71-69=273    | -11   |
| 10 | 1959 | Mobile Sertoma Open Invitational              | 71-68-68-73=280    | -8    |
| 11 | 1960 | Portland Open Invitational                    | 68-67-66-65=266    | -22   |
| 12 | 1960 | Hesperia Open Invitational                    | 70-68-67-70=275    | -13   |
| 13 | 1960 | Orange County Open Invitational               | 70-68-69-69=276    | -8    |
| 14 | 1961 | Portland Open Invitational                    | 68-71-67-67=273    | -15   |
| 15 | 1962 | Doral C.C. Open Invitational                  | 70-67-75-71=283    | -5    |
| 16 | 1962 | Greater Greensboro Open                       | 69-70-68-68=275    | -5    |
| 17 | 1962 | 500 Festival Open Invitation                  | 66-67-67-64=264    | -20   |
| 18 | 1962 | Bakersfield Open Invitational                 | 69-71-65-67=272    | -16   |
| 19 | 1963 | Bing Crosby National Pro-Am                   | 73-66-68-69=276    | -4    |
| 20 | 1963 | Insurance City Open Invitational              | 67-68-71-65=271    | -13   |
| 21 | 1964 | Doral Open Invitational                       | 70-70-67-70=277    | -11   |
| 22 | 1964 | Colonial National Invitation                  | 72-67-70-7=279     | -1    |
| 23 | 1964 | Greater Seattle Open Invitational             | 68-67-66-64=265    | -15   |
| 24 | 1964 | Almaden Open Invitational                     | 68-70-73-68=279    | -9    |
| 25 | 1965 | Bob Hope Desert Classic                       | 70-70-69-67-72=348 | -12   |
| 26 | 1965 | Western Open                                  | 70-66-70-64=270    | -14   |
| 27 | 1965 | Insurance City Open Invitational              | 70-72-66-66=274    | -10   |
| 28 | 1965 | Sahara Invitational                           | 66-66-68-69=269    | -15   |
| 29 | 1966 | San Diego Open Invitational                   | 70-66-68-64=268    | -16   |
| 30 | 1966 | US Open                                       | 69-68-73-68=278    | -2    |
| 31 | 1966 | Western Open                                  | 69-72-72-70=283    | -1    |
| 32 | 1966 | 500 Festival Open Invitation                  | 69-70-68-70=277    | -11   |
| 33 | 1967 | Canadian Open                                 | 69-70-71-69=279    | -5    |
| 34 | 1967 | Carling World Open                            | 74-68-70-69=281    | -3    |
| 35 | 1968 | Los Angeles Open                              | 70-67-68-69=274    | -10   |
| 36 | 1968 | Greater Greensboro Open                       | 65-67-69-66=267    | -17   |
| 37 | 1968 | Colonial National Invitation                  | 68-71-68-68=275    | -5    |
| 38 | 1968 | 500 Festival Open Invitation                  | 70-71-69-70=280    | -8    |
| 39 | 1968 | Greater Hartford Open Invitational            | 68-65-67-66=266    | -18   |
| 40 | 1968 | Lucky International Open                      | 68-65-70-66=269    | -15   |
| 41 | 1969 | Bob Hope Desert Classic                       | 71-68-71-69-66=345 | -15   |
| 42 | 1969 | Western Open                                  | 72-69-68-67=276    | -8    |
| 43 | 1969 | Alcan Open                                    | 70-68-70-66=274    | -12   |
| 44 | 1970 | Los Angeles Open                              | 68-68-68-72=276    | -8    |
| 45 | 1970 | The Masters                                   | 72-68-68-71-69=279 | -9    |
| 46 | 1970 | IVB-Philadelphia Golf Classic                 | 68-67-71-68=274    | -14   |
| 47 | 1970 | AVCO Golf Classic                             | 64-70-71-71=276    | -12   |
| 48 | 1971 | Kaiser International Open Invitational        | 67-65-69-68=269    | -19   |
| 49 | 1973 | Western Open                                  | 67-69-67-69=272    | -12   |
| 50 | 1973 | Sammy Davis Jr.-Greater Hartford Open         | 67-65-68-64=264    | -20   |
| 51 | 1975 | First NBC New Orleans Open                    | 67-68-66-70=271    | -17   |

### Elders
- 1958 Brazil Open
- 1959 Brazil Open
- 1971 Miki Gold Cup (tie met Masashi Ozaki)
- 1973 Hassan II Golf Trophy
- 1974 Trophée Lancôme (toen nog een toernooi van de Franse PGA)
- 1975 Italian Open (ET), Hassan II Golf Trophy
- 1977 Mexican Open

### Teams
- Ryder Cup: 1961, 1963, 1965, 1967, 1969, 1971, 1973, 1975, 1979 (captain), allen gewonnen door de Verenigde Staten.

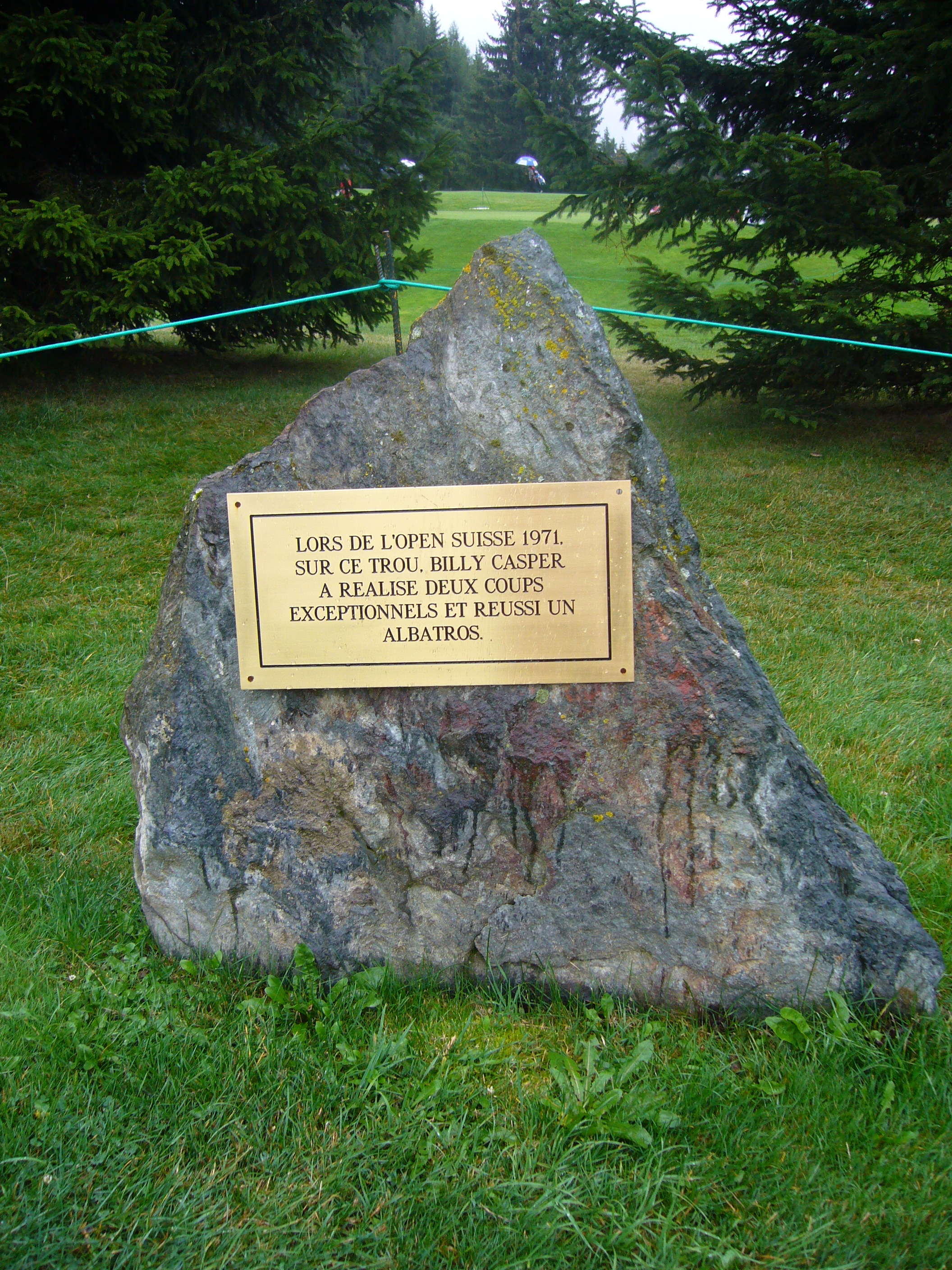
Albatros in Crans

### Senior PGA Tour
- 1982: Shootout at Jeremy Ranch, Merrill Lynch/Golf Digest Commemorative Pro-Am
- 1983: US Senior Open
- 1984: Senior PGA Tour Roundup
- 1987: Del E. Webb Arizona Classic, Greater Grand Rapids Open
- 1988: Vantage at The Dominion, Mazda Senior Tournament Players Championship
- 1989: Transamerica Senior Golf Championship

### Elders
- 1984: Liberty Mutual Legends of Golf (met Gay Brewer)

## Trivia
- In 1971 speelde hij het Zwitsers Open in Crans en maakte een albatros op de 14e hole. Naast de fairway is een steen met een plaquette die daaraan herinnert.